# Olo
Olo era una freguesia portuguesa del municipio de Amarante, distrito de Oporto.

## Historia
La historia de São Paio de Olo, se confunde con la historia de la freguesia de Sanche, de la que se separó en 1934 para formar freguesia propia. La necesidad de mejorar la administración territorial se encuentra en este reordenamiento, ya que la freguesia de Sanche era demasiado extensa. A mediados del siglo XX el presidente de la Cámara António do Lago Cerqueira instaló una moderna central eléctrica.
Fue suprimida el 28 de enero  de 2013, en aplicación de una resolución de la Asamblea de la República portuguesa promulgada el 16 de enero de 2013 al unirse con la freguesia de Canadelo, formando la nueva freguesia de Olo e Canadelo.